# Богатырёвский сельсовет
Богатырёвский сельсовет — сельское поселение в Горшеченском районе Курской области Российской Федерации.
Административный центр — село Богатырёво.

## История
Статус и границы сельского поселения установлены Законом Курской области от 21 октября 2004 года № 48-ЗКО «О муниципальных образованиях Курской области»

## Население
| 2002 | 2010 | 2012 | 2013 | 2014 | 2015 | 2016 |
| ---- | ---- | ---- | ---- | ---- | ---- | ---- |
| 530  | ↘358 | ↘341 | ↘331 | ↘324 | ↘310 | ↘294 |
| 2017 | 2018 | 2019 | 2020 | 2021 |      |      |
| ↘293 | ↘283 | ↗284 | ↘270 | ↘246 |      |      |

## Состав сельского поселения
| № | Населённый пункт | Тип населённого пункта       | Население |
| - | ---------------- | ---------------------------- | --------- |
| 1 | Богатырёво       | село, административный центр | ↘228      |
| 2 | Верхняя Клещенка | деревня                      | ↘43       |
| 3 | Малая Гриневка   | деревня                      | ↘16       |
| 4 | Соколовка        | деревня                      | ↘70       |
| 5 | Частая Дубрава   | деревня                      | ↘1        |

### Упразднённые населённые пункты
- Андарма — упразднённая в 2004 году деревня.
- Гринвальд — упразднённый в конце 1950-х годов посёлок.